# V1315 Aquilae
Désignations
V1315 Aquilae est une étoile variable cataclysmique située au nord de la constellation de l'Aigle. Elle fait partie du sous-ensemble des étoiles variables de type nova (NL), en particulier une étoile variable de type SW Sextantis (un type de paire d'étoiles naines blanches),. Celles-ci ont été caractérisées comme ayant des naines blanches non magnétiques - donc qui ne subissent pas de éruptions lumineuses de naines-nova. Il existe des preuves contraires d'un certain magnétisme,. Étant une étoile variable de type SW Sextantis, elle a un taux élevé de transfert de masse, elle est donc en accrétion à l'état d'équilibre et dans un état constant d'explosion. La profondeur de l'éclipse est de magnitude 1,88.

## Rémanent
V1315 Aquilae a une coquille de matériau grossièrement sphérique autour d'elle avec une masse solaire maximale de 1 × 10-5, ce qui est trop petit pour être une nébuleuse planétaire ou un rémanent de supernova plus avancé. Il est conhérent avec les modèles d'un vestige d'une éruption à l'échelle d'une nova vieille d'environ 500 à 1 200 ans (c'est-à-dire le temps nécessaire à la lumière du système à atteintre le Système solaire. V1315 Aquilae est le premier système de type nova à avoir été découvert avec un rémanent de supernova.